# Johannes van den Bergh
Johannes „Jojo“ van den Bergh (* 21. November 1986 in Viersen, Nordrhein-Westfalen) ist ein deutscher ehemaliger Fußballspieler, der zuletzt beim damaligen Zweitligisten Holstein Kiel unter Vertrag stand. Er spielte bevorzugt im linken Mittelfeld, konnte aber auch in der Abwehr als linker Außenverteidiger agieren.

## Leben
Johannes van den Bergh wurde in Viersen geboren und wuchs in Schwalmtal auf. Laut eigenen Angaben hat er holländische Vorfahren im Ur-Ur-Bereich.
Sein Bruder Lukas spielte von 2007 bis 2010 bei Fortuna Düsseldorf II und bis Juli 2012 beim Wuppertaler SV.

## Karriere

### Jugend
Van den Bergh wechselte 1996 als Neunjähriger vom SC Waldniel zu Borussia Mönchengladbach und durchlief mit zweieinhalbjähriger Unterbrechung bei Bayer 04 Leverkusen (von Juli 1999 bis Dezember 2001) alle Nachwuchsteams der Gladbacher. Während der Saison 2006/07 nahm van den Bergh erstmals am Training der Profis teil.

### Borussia Mönchengladbach
Am 16. September 2006 gab er seine Premiere in der Bundesliga. In der Partie bei Alemannia Aachen (2:4) wurde er zur zweiten Halbzeit eingewechselt. Sein Debüt in der Startelf und zugleich in der 2. Fußball-Bundesliga gab er am 17. September 2007 beim 3:2-Sieg in Aue. Für ihn wurde in der 72. Spielminute Marvin Compper eingewechselt. Am 20. November 2007 erhielt Johannes van den Bergh bei Borussia Mönchengladbach einen Profivertrag, der bis zum 30. Juni 2010 datiert war. In der Saison 2007/08, die mit dem sofortigen Wiederaufstieg endete, kam er zu acht Zweitligaeinsätzen. In der darauf folgenden Spielzeit erzielte er am 12. Dezember 2008 sein erstes Bundesligator für die Gladbacher Borussia beim Auswärtsspiel in Dortmund (1:2).

### Fortuna Düsseldorf
Zur Saison 2009/10 wechselte van den Bergh zum Zweitligaaufsteiger Fortuna Düsseldorf. Mit diesem Klub stieg er zur Saison 2012/13 in die Fußball-Bundesliga auf. Van den Bergh konnte sich hier sofort als Stammspieler durchsetzen und hat mehr als 100 Bundesliga- und 2. Bundesliga-Spiele für die Fortunen absolviert.

### Hertha BSC
Nachdem van den Bergh mit Düsseldorf in die 2. Bundesliga abgestiegen war, wechselte er zur Saison 2013/14 zu Aufsteiger Hertha BSC. Er unterschrieb beim Hauptstadtklub einen Dreijahresvertrag bis zum 30. Juni 2016.

### FC Getafe
Ende Juni 2016 unterschrieb er einen Zweijahresvertrag beim spanischen Club FC Getafe, der zum Ende der Saison 2015/16 aus der Primera División abgestiegen war.

### SpVgg Greuther Fürth
Zum Ende des Wintertransferfensters 2016/17 wechselte er auf Leihbasis für den Rest der Saison zur SpVgg Greuther Fürth.

### Holstein Kiel
Mit dem Ende der Transferphase, am Beginn der Saison 2017/18, wurde der Wechsel zur Holstein Kiel bekanntgegeben. Sein Vertrag wurde am 31. Dezember 2022 in gegenseitigen Einvernehmen aufgelöst. Seinen endgültigen Rücktritt vom Leistungssport erklärte er im Februar 2023.

## Erfolge
Borussia Mönchengladbach
- Meister der 2. Bundesliga und Aufstieg in die Bundesliga: 2008
- Meister der Oberliga Nordrhein und Aufstieg in die Regionalliga: 2006, 2008 (Zweite Mannschaft)

Fortuna Düsseldorf
- Aufstieg in die Bundesliga: 2012